# Harry Klee
Harry G. Klee (* um 1915; † nach 1981) war ein US-amerikanischer Jazz- und Studiomusiker (Flöte, Piccoloflöte, Altsaxophon, Klarinette, Bassklarinette). Klee gehörte zu den Pionieren der Jazzflöte.

## Leben und Wirken
Klee war ab den 1930er-Jahren in der Jazzszene aktiv; ab den frühen 1940er-Jahren spielte er in Kalifornien in den Swingbands und Orchestern von Charlie Spivak (mit dem auch 1941 erste Aufnahmen entstanden), ab 1944 bei Gene Krupa and His Orchestra, Ray Linn, Boyd Raeburn (1945/46), Artie Shaw, Ralph Burns, George Handy, Mel Tormé/Sonny Burke, Dinah Shore/Woody Herman, Mary Ann McCall/Phil Moore, Anita O’Day, June Christy sowie in den Studio-Orchestern von Neal Hefti, Henry Mancini, Pete Rugolo und Nelson Riddle.
In den 1950er-Jahren arbeitete Klee weiterhin mit Buddy Collette and His Swinging Shepherds, Stan Kenton, Conrad Gozzo, Louis Armstrong/Benny Carter, Jimmy Giuffre, Patti Page, Hoagy Carmichael, Fred Katz, Johnny Mandel, Eartha Kitt, Peggy Lee, The Four Freshmen, Keely Smith, Billy May, Carmen McRae, Connie Russell und Skip Martin. In den folgenden Jahren war er weiter als Studiomusiker aktiv; außerdem nahm er mit Dave Pell, Frank Capp, Dean Martin, Sarah Vaughan, Rosemary Clooney, Al Hibbler/Gerald Wilson, Al Hirt, Frank Sinatra, Erroll Garner, Frankie Randall, Nancy Wilson, Ella Fitzgerald, Patty Weaver, David Allyn und João Gilberto auf. Im Bereich des Jazz war er zwischen 1941 und 1981 an 183 Aufnahmesessions beteiligt. Klee war der Schwager des Jazzpianisten Edwin Finckel.

## Würdigung
Klee, der ab 1944 bei Ray Linn und 1946 bei Boyd Raeburn auch die Flöte einsetzte, gehörte zu den Pionieren des Instruments im Swing und Jazz. Bereits in den 1930er-Jahren war er (neben Wayman Carver) einer der ersten, die Versuche unternahmen, die Flöte im Jazz einzusetzen, zunächst aber ohne bleibende Wirkung. Herbie Mann zählte Klee zu seinen Vorbildern.

## Diskographische Hinweise
- Jimmy Giuffre, Bob Cooper, Harry Klee, Bob Enevoldsen with the Marty Paich Octet: Tenors West (GNP, 1956)
- Buddy Collette's Swinging Shepherds: Four Swinging Shepherds (EmArcy Records, 1958), mit Paul Horn, Bud Shank, Bill Miller, Joe Comfort, Bill Richmond, Pete Rugolo (arr)
- Buddy Collette's Swinging Shepherds: At the Cinema (Mercury Records, 1959), mit Paul Horn, Bud Shank, Bill Miller, John Williams, Jim Hall, Red Mitchell, Shelly Manne, Earl Palmer, Pete Rugolo (arr)